# Lista de prefeitos de Venha-Ver
Esta é a lista de prefeitos de Venha-Ver, município brasileiro do estado do Rio Grande do Norte.
Todos os ex-prefeitos do município estão vivos.
| Nº | Prefeito(a) (Nascimento–Falecimento)                       | Partido | Início do mandato     | Fim do mandato         | Vice-prefeito(a)                 | Observações               |
| -- | ---------------------------------------------------------- | ------- | --------------------- | ---------------------- | -------------------------------- | ------------------------- |
| 1  | Expedito Salviano (Patu, 02.12.1955)                       | PL      | 1º de janeiro de 1997 | 31 de dezembro de 2004 | não encontrado                   | Prefeito e vice eleitos   |
| 1  | Expedito Salviano (Patu, 02.12.1955)                       | PSB     | 1º de janeiro de 1997 | 31 de dezembro de 2004 | não encontrado                   | Prefeito e vice eleitos   |
| 2  | Maria do Socorro Pessoa Fernandes (São Miguel, 14.07.1946) | PSB     | 1º de janeiro de 2005 | 31 de dezembro de 2008 | Josefa Roberta da Silva          | Prefeita e vice eleitos   |
| 3  | Expedito Salviano (Patu, 02.12.1955)                       | PR      | 1º de janeiro de 2009 | 31 de dezembro de 2016 | Ellan Klayton Fernandes Salviano | Prefeito e vice eleitos   |
| 3  | Expedito Salviano (Patu, 02.12.1955)                       | PR      | 1º de janeiro de 2009 | 31 de dezembro de 2016 | Ellan Klayton Fernandes Salviano | Prefeito e vice reeleitos |
| 4  | José Célio Chaves de Lima (São Miguel, 26.11.1978)         | PRB     | 1º de janeiro de 2017 | 31 de dezembro de 2020 | José Ledsandro Viana             | Prefeito e vice eleitos   |
| 5  | Cleitom Jácome da Costa (Sousa, 07.03.1978)                | PL      | 1º de janeiro de 2021 | até a atualidade       | Ellan Klayton Fernandes Salviano | Prefeito e vice eleitos   |
| 5  | Cleitom Jácome da Costa (Sousa, 07.03.1978)                | PL      | 1º de janeiro de 2021 | até a atualidade       | Ellan Klayton Fernandes Salviano | Prefeito e vice reeleitos |